# Kollankoil
Kollankoil è una suddivisione dell'India, classificata come town panchayat, di 8.754 abitanti, situata nel distretto di Erode, nello stato federato del Tamil Nadu. In base al numero di abitanti la città rientra nella classe V (da 5.000 a 9.999 persone).

## Geografia fisica
La città è situata a 11° 07' 54 N e 77° 44' 37 E.

## Società

### Evoluzione demografica
Al censimento del 2001 la popolazione di Kollankoil assommava a 8.754 persone, delle quali 4.408 maschi e 4.346 femmine. I bambini di età inferiore o uguale ai sei anni assommavano a 642, dei quali 331 maschi e 311 femmine. Infine, coloro che erano in grado di saper almeno leggere e scrivere erano 5.287, dei quali 3.144 maschi e 2.143 femmine.